# ひた号

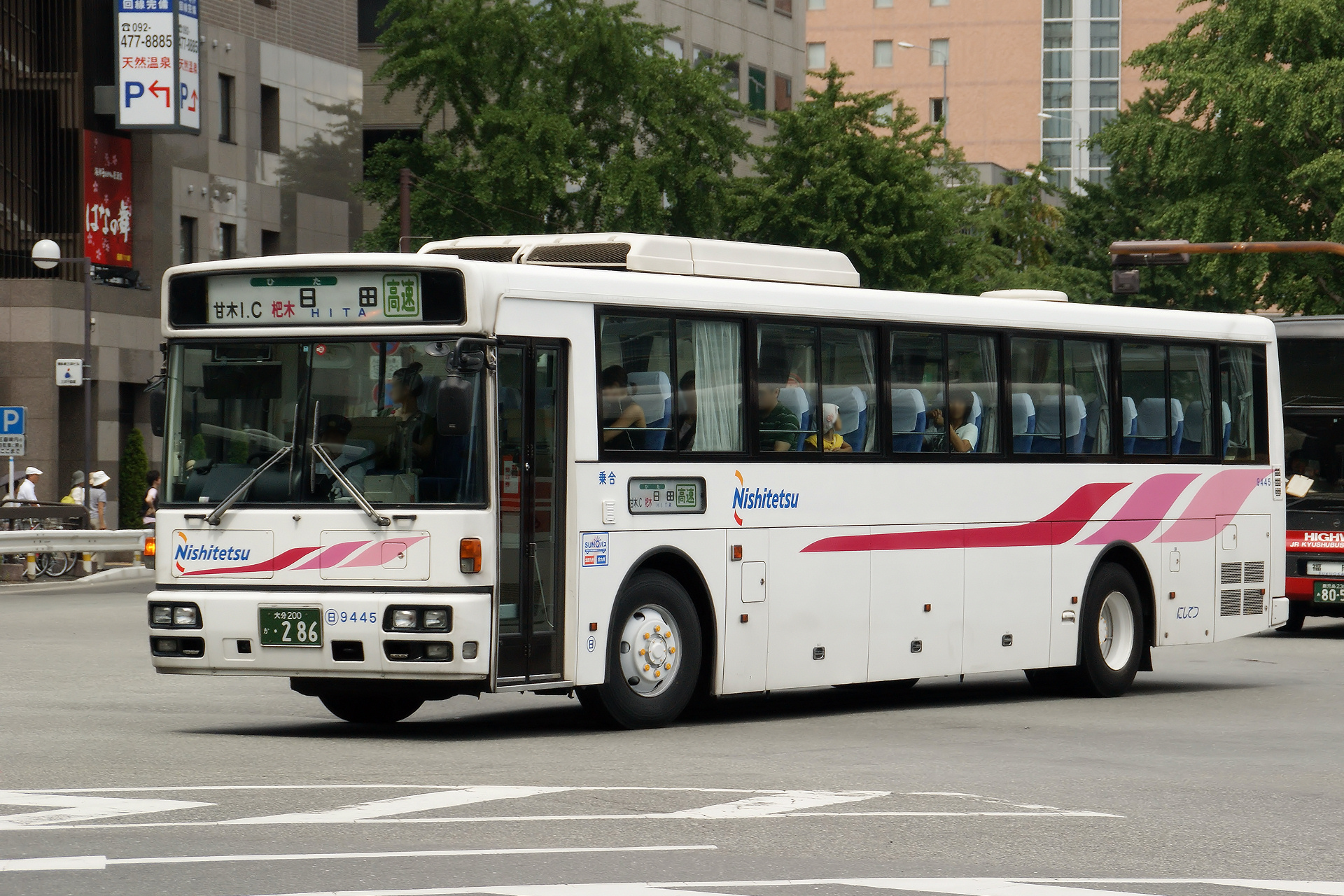
ひた号（西日本鉄道）

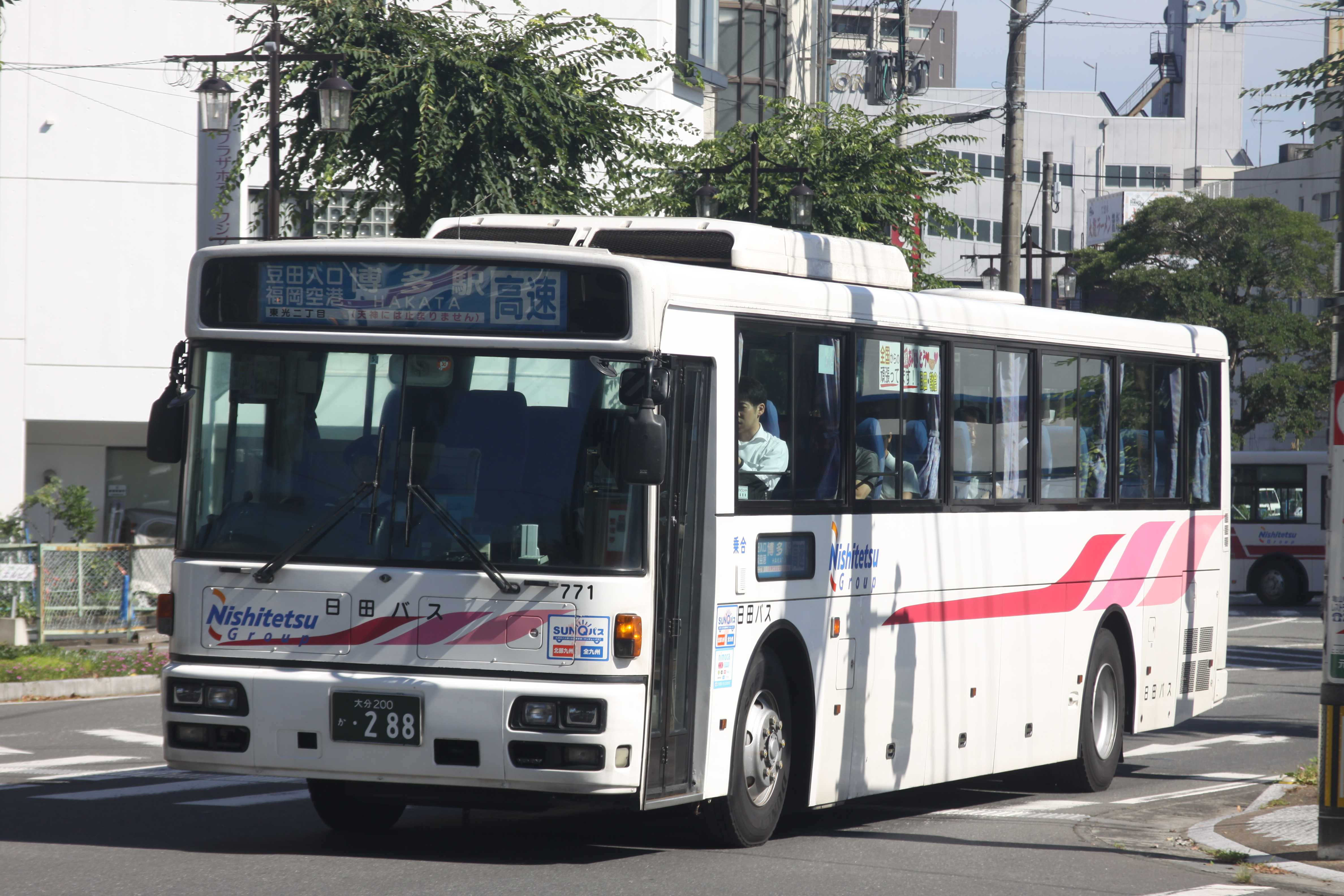
ひた号（日田バス）
西日本鉄道からの移籍車

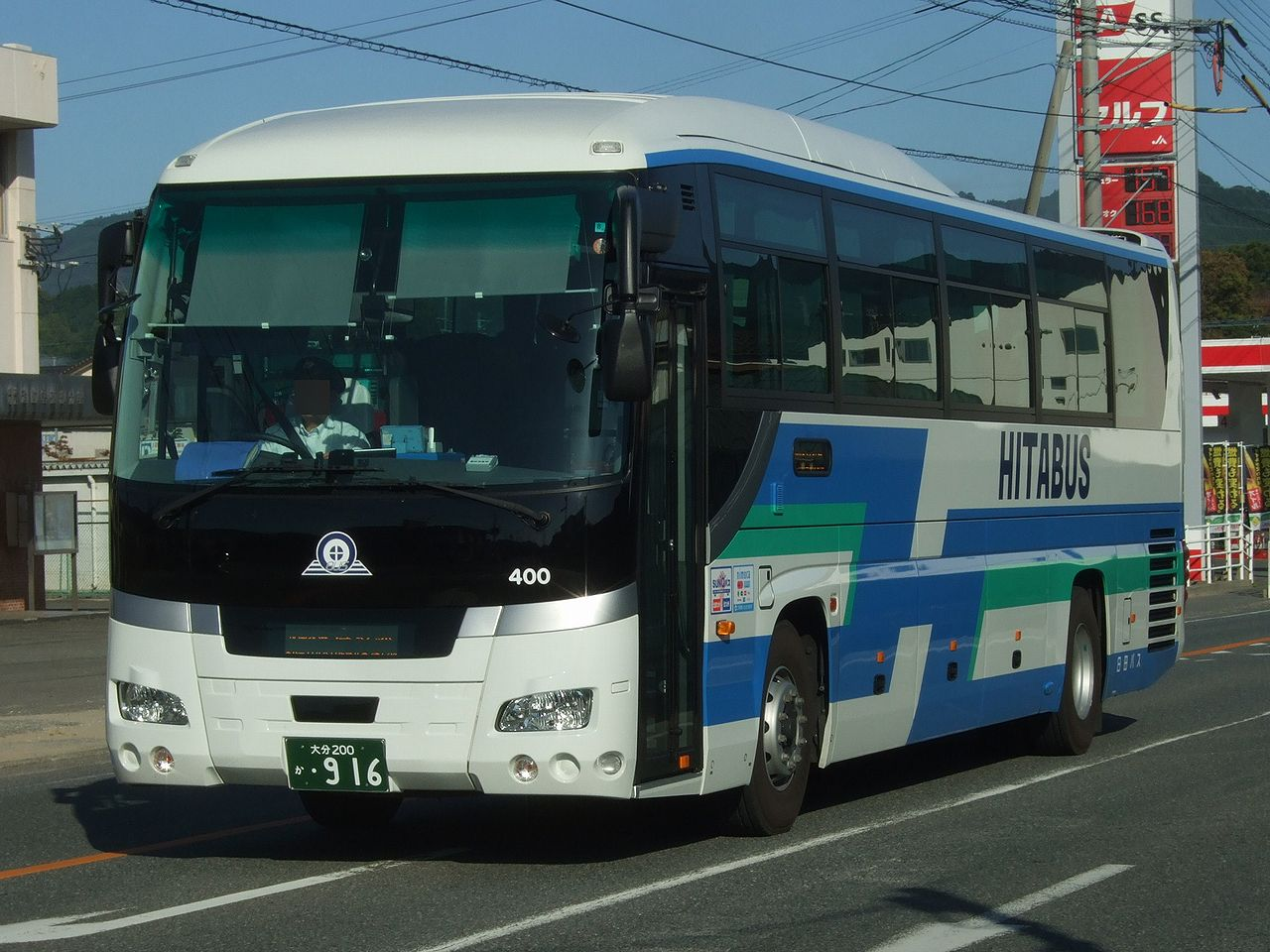
ひた号（日田バス）
日田バスオリジナルカラー車

ひた号（ひたごう）は、福岡県福岡市と朝倉市（杷木）・大分県日田市を結ぶ高速バスである。

## 運行会社・担当営業所
- 西日本鉄道 　
  - 日田第二自動車営業所
- 日田バス
  - 日田営業所

運行は上記2社によっておこなわれているが、西日本鉄道運行分について実際の運転業務は日田バスに管理委託しているため、実質的に全便を日田バスが担当している形となっている。かつては西日本鉄道甘木自動車営業所が担当していた。

## 沿革
- 1981年8月1日：福岡～日田～杖立線としてひた号が開設される。
  - これ以前は国道3号・国道386号経由の特急バスが福岡 - 日田間に運行されていた。
- 1984年11月1日：福岡～日田～高塚線および福岡空港経由系統が開設される。
- 2001年（平成13年）11月- 西鉄運行便を甘木自動車営業所から日田東町自動車営業所（現・日田第二自動車営業所）に移管。
- 2009年7月27日：ダイヤ改正
  - 50往復に増便。スーパーノンストップ便を新設し、平日朝の福岡行きのみ1便運行。
  - 日田～杖立間および日田～高塚間の廃止。代替として福岡 - 黒川温泉線が杖立に停車。
  - 日田バスセンター～市役所前間に日田駅北口を新設
  - nimoca導入。
- 2010年9月6日：減量化を柱とするダイヤ改正を実施。
  - スーパーノンストップ便の廃止（かわりにノンストップ便が1便から2便に増便）
  - 平日昼間時間帯・土休日の減便（平日48往復、土休日47往復に減便）
  - 日田駅北口の名称を一般路線と同じ田島一丁目に変更
- 2011年7月23日：土日祝日に限り、博多バスターミナル・天神・日田市内のみ停車の「OJIRAN号」を運行開始。以後、特定期間の土日祝日に運行[1][2]。
- 2012年3月31日：日田バスのnimoca未対応の3往復をnimoca対応化、全便へのnimoca導入完了[3]。
- 2013年11月2日：ダイヤ改正を実施。[4]
  - 日田バスセンター～福岡空港～東光二丁目～博多バスターミナルの系統新設（東光二丁目を新設）
    - なお、この系統は西鉄天神バスセンターを経由しない

  - 土曜・日祝日のノンストップ系統新設
    - 平日は日田発の朝の2便であるが、土曜・日祝日は福岡発の午前の1便と日田発の夕方の1便である
- 2015年4月1日：ダイヤ改正を実施。平日のみ1往復減便し、土休日と同じ47往復となる。また、平日朝の福岡行きノンストップ便を2便から1便に減便。その他、一部の便の時刻や経由などを変更。
- 2015年12月21日：ダイヤ改正を実施。[5]
  - 日田バスセンター発着便を全便、日田温泉入口（一ノ宮病院前）[6]へと延伸。
  - 日田市内のバス停相互の乗降取り扱いを開始。
    - 区間は日田インター口 - 日田温泉入口（一ノ宮病院前）
    - ただし朝の日田発の便は相互の乗降が不可能。（始発から平日は7時1分まで、土曜・日祝日は7時11分までの便（時刻は日田温泉入口始発時））
- 2019年（令和元年）10月1日、日田BCのリニューアルに伴い日田BCの名称が日田バスターミナル（日田BT）に改称[7]。

## 運行系統・停車停留所
ひた号は以下の4系統に分けられる。太字は停車停留所。福岡市内（博多バスターミナル・西鉄天神高速バスターミナル・東光2丁目・福岡空港（国内線））間のみの利用は不可。それ以外の停留所は乗降ともに可能であり、日田市内のみの利用も出来る。杷木停留所については杷木ICで一旦高速道路を降り、インターチェンジ近くの発着所にて乗降扱いを行う。尚、一部便は新型コロナウイルスの感染拡大の影響により運休中（2022年7月1日時点）。
天神北ランプ経由
福岡市内と日田市内との間を高速道路上の各バス停に停車しながら結ぶ、ひた号の基幹路線。
博多バスターミナル - 西鉄天神高速バスターミナル - 天神北ランプ - （福岡都市高速） - 太宰府IC - （九州自動車道） - 筑紫野（二日市温泉入口） - 高速基山 - 鳥栖JCT - （大分自動車道） - 高速小郡大板井 - 高速大刀洗 - 高速甘木 - 朝倉インター - 杷木 - 日田IC - （国道212号・日田市内） - 日田インター口 - 昭和学園前 - 城内・豆田入口 - 市役所前 - 田島一丁目 - 日田バスターミナル - 日田営業所
- 概ね毎時2便ずつ運行されているが、午前を中心に西鉄天神高速バスターミナル始発・終着もある。2015年12月21日のダイヤ改正前までは全便博多バスターミナル始発・終着としていた。

ノンストップ
通勤の利便性を図った系統であるため運行本数は非常に少なく、朝に日田発1便のみである。土休日は観光の利便性を図って2013年11月2日のダイヤ改正より福岡発が朝に1便、日田発が夕方に1便設定したが、2015年12月21日のダイヤ改正により福岡発および夕方便は廃止となった。
博多バスターミナル - 西鉄天神高速バスターミナル - 天神北ランプ - （福岡都市高速） - 太宰府IC - （九州自動車道） - 高速基山 - 鳥栖JCT - （大分自動車道） - 杷木 - 日田IC - （国道212号・日田市内） - 日田インター口 - 昭和学園前 - 城内・豆田入口 - 市役所前 - 田島一丁目 - 日田バスターミナル - 日田営業所
東光二丁目・福岡空港経由
日中は毎時概ね1本が運行されている。渋滞の激しい天神地区を回避して博多駅への利便性を図った系統である。また、西鉄天神高速バスターミナルには行かないので乗車の際は注意が必要である。2013年11月2日のダイヤ改正によって新設、当初は日田発が朝の3便と福岡発が夕方以降の3便のみであったが、2015年12月21日のダイヤ改正で従来の福岡空港経由と引き換えに大幅増便となり、天神北ランプ経由に次ぐ主力系統になった。
2023年7月1日から11月30日までの期間、上下それぞれ2便が隈温泉旅館街に停車する。上下共に日田営業所→隈温泉旅館街の順に停車。
博多バスターミナル - （空港通り） - 東光二丁目 - 福岡空港国内線 - 金の隈ランプ - （福岡都市高速） - 太宰府IC - （九州自動車道） - 筑紫野（二日市温泉入口） - 高速基山 - 高速小郡大板井 - 高速大刀洗 - 高速甘木 - 朝倉インター - 杷木 - 日田IC - （国道212号・日田市内） - 日田インター口 - 昭和学園前 - 城内・豆田入口 - 市役所前 - 田島一丁目 - 日田バスターミナル - 日田営業所 → 隈温泉旅館街
日田営業所 → 隈温泉旅館街 → 日田バスターミナル → （以降、上記と同経路） → 博多バスターミナル
呉服町・博多駅直行便
平日朝の日田発1便のみ。上記ノンストップと違い朝倉インターと高速甘木に停車するが、高速基山は通過する。福岡空港、天神は経由しない。
博多バスターミナル - （大博通り） - 呉服町 - 千代ランプ - （福岡都市高速・九州自動車道・大分自動車） - 高速甘木 - 朝倉インター - 杷木 - 日田インター口 - 昭和学園前 - 城内・豆田入口 - 市役所前 - 田島一丁目 - 日田バスターミナル - 日田営業所

### 過去の運行形態・停車停留所
スーパーノンストップ
- 博多駅交通センター - 西鉄天神バスセンター - 高速基山 - 日田インター口 - 昭和学園前 - 城内・豆田入口 - 市役所前 - 日田駅北口 - 日田バスセンター

2009年7月27日のダイヤ改正から平日に日田発の朝の1便のみ設定された通勤系統。ノンストップとは違い、杷木には停車しなかった。次の2010年9月6日のダイヤ改正をもって廃止された。
ノンストップ
- 博多バスターミナル - 西鉄天神高速バスターミナル - 高速基山 - 杷木 - 日田インター口 - 昭和学園前 - 城内・豆田入口 - 市役所前 - 田島一丁目 - 日田バスセンター - 日田温泉入口（一ノ宮病院前）

平日は通勤、土休日は観光の利便性を図った系統であるため運行本数は非常に少なく、平日は日田発が朝に1便、土休日は福岡発が朝に1便と日田発が夕方に1便のみである。土休日は観光の利便性を図って2013年11月2日のダイヤ改正より福岡発が朝に1便、日田発が夕方に1便が存在したが、2015年12月21日のダイヤ改正により廃止となった。
OJIRAN号（おじらんごう）
- 博多バスターミナル - 西鉄天神バスセンター - 日田インター口 - 昭和学園前 - 城内・豆田入口 - 市役所前 - 田島一丁目 - 日田バスセンター

OJIRAN号は2011年夏から2012年度まで観光シーズンの土日祝日に限り運行されていた直行便で、西鉄高速バスと日田バスが運行を担当した。
西鉄天神バスセンター - 日田インター口間では途中の停留所に一切停車しなかった。「おじらん」とは日田弁で「降りない」の意であり、天神と日田市内の間で高速道路を降りないことにちなむ。
2011年度は通常便と同様の座席定員制（予約不要、満席時は乗車不可）、2012年度は予約定員制（座席は自由席）であった。
2013年度からは設定されなくなったが、かわりに2013年11月2日のダイヤ改正で土休日にノンストップが設定された。ただし、このノンストップはOJIRAN号とは違い、高速基山と杷木にも停車する。
杖立発着便
- 博多駅交通センター - 西鉄天神バスセンター - 福岡空港国内線（第1・第2・第3ターミナル） - 筑紫野（二日市温泉入口） - 基山 - 高速小郡大板井 - 高速大刀洗 - 高速甘木 - 朝倉インター - 杷木 - 日田インター口 - 昭和学園前 - 城内・豆田入口 - 市役所前 - 日田バスセンター - 小渕 - 中川原 - 中鎌手 - 松原ダム - 杖立

全便が日田バスによる運行で2009年7月27日に廃止された。末期は4往復が運行されていた。なお、日田バスセンター～杖立間は一般路線と同様の扱いで、この区間のみの利用も可能であった。
空港経由高塚着便
- 博多駅交通センター - 西鉄天神バスセンター - 福岡空港国内線（第1・第2・第3ターミナル） - 筑紫野（二日市温泉入口） - 基山 - 高速小郡大板井 - 高速大刀洗 - 高速甘木 - 朝倉インター - 杷木 - 日田インター口 - 昭和学園前 - 城内・豆田入口 - 市役所前 - 日田バスセンター - 中川駅前 - 高塚

西鉄による運行で2009年7月27日に廃止された。福岡発の朝の1便のみ運行であった。なお、日田バスセンター～高塚間は一般路線と同様の扱いで、この区間のみの利用も可能であった。
高塚発月隈ランプ経由便
- 博多駅交通センター - 西鉄天神バスセンター - 筑紫野（二日市温泉入口） - 基山 - 高速小郡大板井 - 高速大刀洗 - 高速甘木 - 朝倉インター - 杷木 - 日田インター口 - 昭和学園前 - 城内・豆田入口 - 市役所前 - 日田バスセンター - 中川駅前 - 高塚

西鉄による運行で2009年7月27日に廃止された。高塚発の昼の1便のみ運行であった。空港経由高塚着便同様、日田バスセンター～高塚間は一般路線と同様の扱いで、この区間のみの利用も可能であった。
福岡空港経由便
- 博多バスターミナル - 西鉄天神高速バスターミナル - 福岡空港国内線 - 筑紫野（二日市温泉入口） - 高速基山 - 高速小郡大板井 - 高速大刀洗 - 高速甘木 - 朝倉インター - 杷木 - 日田インター口 - 昭和学園前 - 城内・豆田入口 - 市役所前 - 田島一丁目 - 日田バスセンター→日田温泉入口（一ノ宮病院前）

末期は福岡発の始発便のみ運行されていた。2015年12月21日のダイヤ改正以前は日中は毎時概ね1本が運行されていて月隈ランプ経由とともに主力系統であったが、東光二丁目経由の大幅増便と引き換えに大幅減便となり日田発を廃止、後に福岡発も廃止になり全廃した。

## 使用車両・車内設備
両社とも基本的には自社専用カラーを施した車両を使用となっているが、日田バスに関しては2004年以降、西鉄本体またはかつての系列会社であった西鉄高速バスから移籍した車両が使用されるようになり、塗色も西鉄時代そのままに、「Nishitetsu」ロゴの下に「Groop」ロゴを追加し、前面・後面・側面に「日田バス」の社名を入れて運用に就いていたが、2018年に15年ぶり自社塗装を施した新車が導入された。なお、日田バスにおける運行車両は本路線専用のほか、他路線（ゆふいん号・福岡 - 黒川温泉線）への送り込みの兼ね合いから共通運用している車両も含まれる。
- ハイデッカー
  - 西日本鉄道
    - 三菱ふそう エアロエース
    - 日野自動車 セレガ（ジェイ・バス）
    - いすゞ ガーラHD（ジェイ・バス）

  - 日田バス
    - 三菱ふそう エアロバス（西工C-I）
    - 日産ディーゼル（当時、現「UDトラックス」）スペースアロー（西工C-I）
    - 日産ディーゼル（当時、現「UDトラックス」）スペースアロー（西工E-Ⅲ）
    - 日野自動車 セレガ（ジェイ・バス）
    - いすゞ ガーラHD（ジェイ・バス）
- スタンダードデッカー（B型高速車両）　※西日本鉄道のみ（予備車扱い）
  - 日産ディーゼル（当時、現「UDトラックス」）スペースランナーRA（西工B型高速車）
- 4列シート
- トイレ（日田バス担当便、2020年10月より西鉄バス担当の一部の便にも設置）
- 座席コンセント
- フリーWiFi

過去の車両

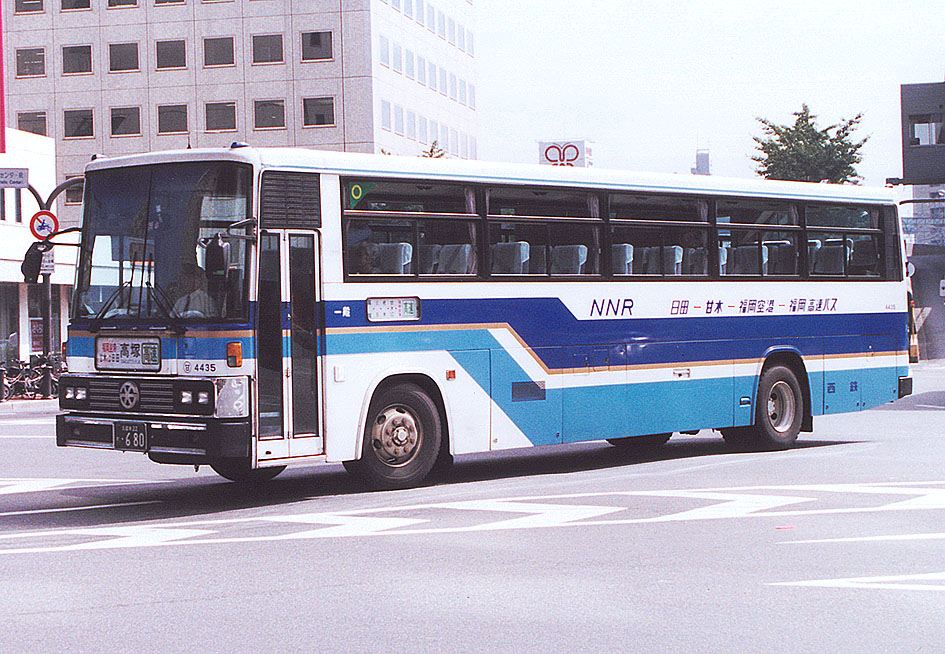
西鉄が1980年代に導入した車両は写真のような「青特急色」と呼ばれる白地に青色濃淡帯・金色細帯の塗装であった。この塗装は当時の他の西鉄の短距離高速バス路線でも使用されていた。写真の高塚発着便は現在は廃止された。
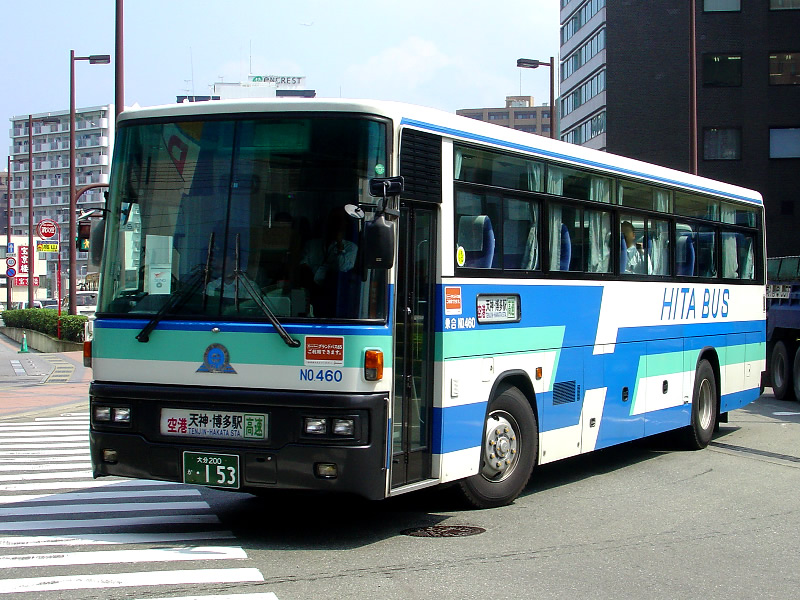
日田バスの自社発注車は、写真のように西鉄とは異なる塗装となっている。2003年に導入された705号が廃車となったことでこの色はいったん消滅したが、2018年に約15年ぶりの自社発注となる400号（いすゞガーラHD）を導入し、この塗装が施された。

### 使用可能な乗車券等
全便座席定員制で予約不要。運賃は車内清算。支払いは現金の他、ICカードは「nimoca」ほか全国10社交通系ICカードが利用可能。回数券は甘木・杷木・日田のそれぞれの区間における2枚回数券と4枚回数券があり、紙券とウェルネット製スマホ回数券「バスもり!」のいずれかが使える。その他、SUNQパスが北部九州＋下関版と全九州＋下関版のみ（南部九州版は不可）使用出来るほか、「日田ぐるチャリきっぷ」も使用可。